# Evert Grift
Everardus "Evert" Grift (21 de maio de 1922 — 27 de março de 2009) foi um ciclista holandês.

## Carreira
Defendeu as cores dos Países Baixos participando na prova individual e por equipes do ciclismo de estrada nos Jogos Olímpicos de 1948, disputadas na cidade de Londres, Reino Unido. Não conseguiu terminar em ambas as corridas.